# Transportes Marítimos do Estado

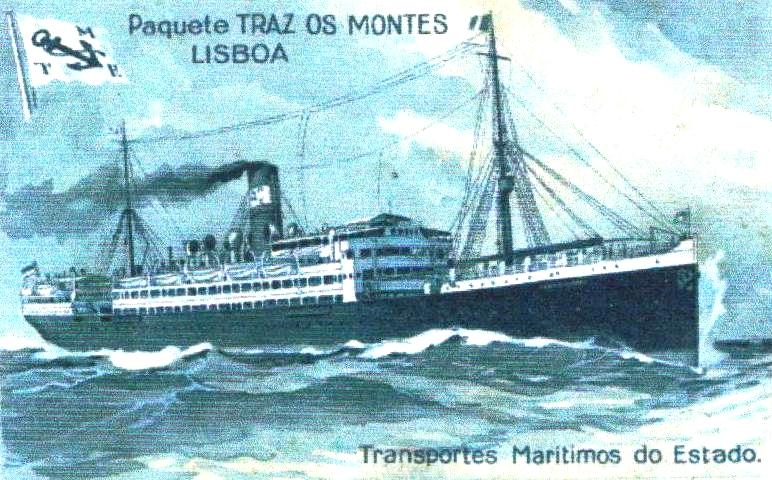
Postal com o Paquete Traz-os-Montes (dos T.M.E, cerca de 1916)

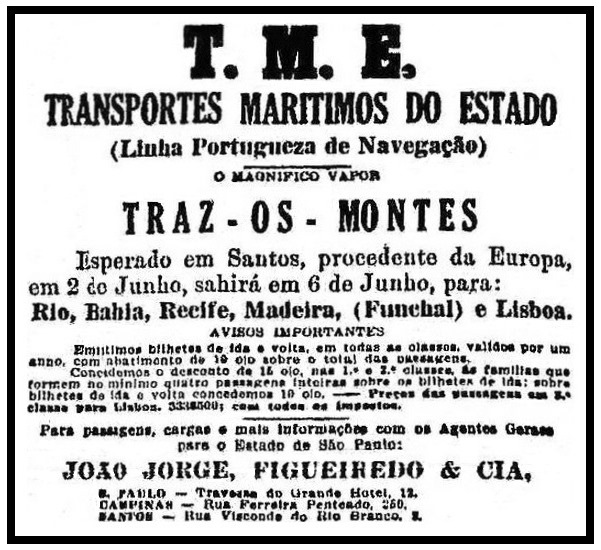
Transportes Marítimos do Estado - Anuncio na Folha de S.Paulo (1922)

Os Transportes Marítimos do Estado (TME) - ou formalmente Comissão Administrativa dos Serviços de Transportes Marítimos - foram uma empresa de navegação portuguesa, criada em 1916 com a entrada de Portugal na Primeira Guerra Mundial, tendo ficado responsável pela manutenção e exploração dos navios confiscados à Alemanha.
Foi extinta em 1925. 

## História

### 1916 - Apresamento dos navios alemães e austro-húngaros

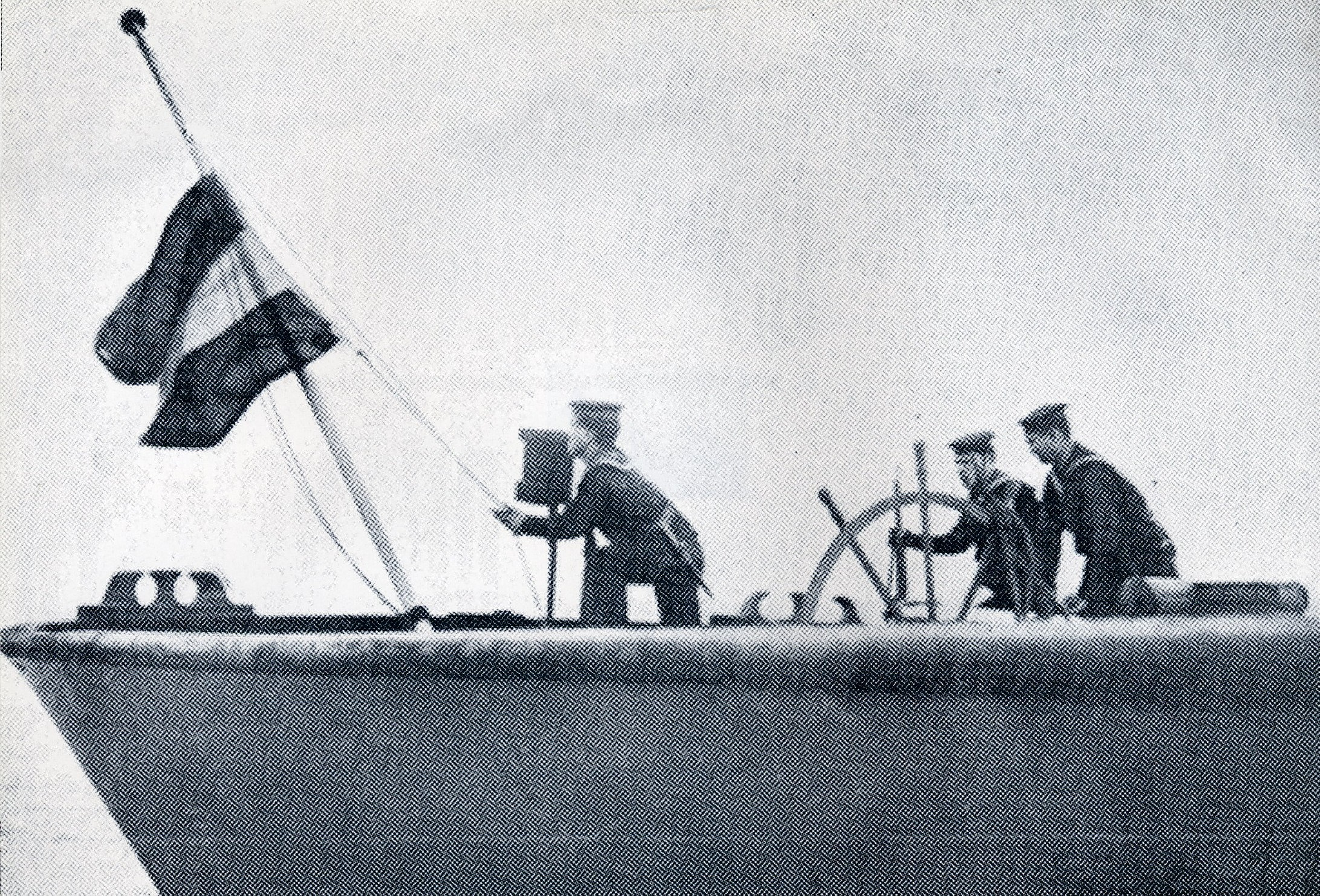
Arriar da bandeira alemã.

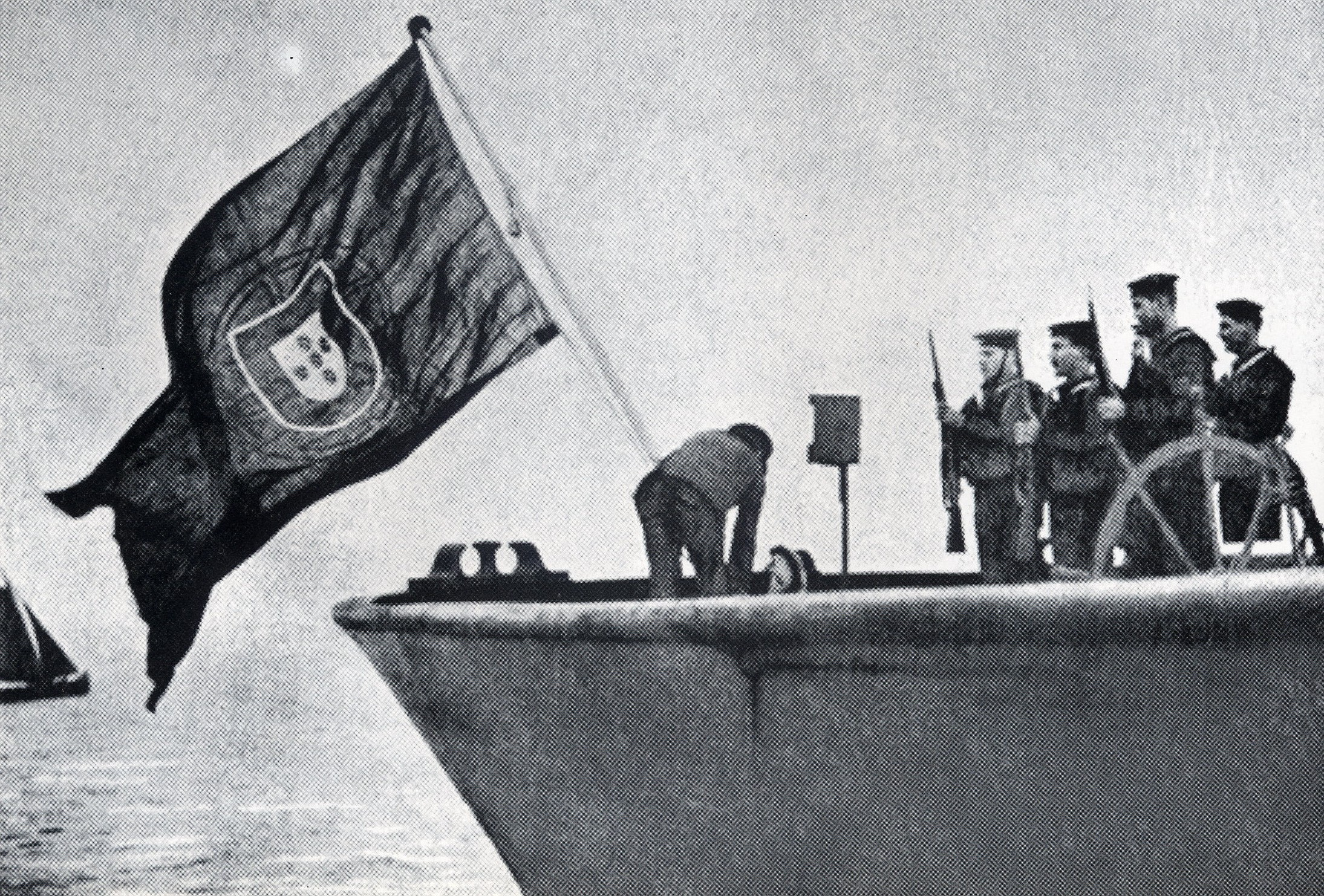
Içar da bandeira portuguesa.

Em fevereiro de 1916, o Reino Unido decidiu pedir ao Estado Português o apresamento de todos os navios alemães e austro-húngaros surtos em portos portugueses, tanto da Metrópole como do Ultramar. Portugal apresou um total de 72 navios alemães, tendo cedido 65% destes para uso britânico, mantendo os restantes para uso português.  . Esta atitude justificou a declaração oficial de guerra a Portugal pela Alemanha, a 9 de Março de 1916 (apesar dos combates em África desde 1914).

## Marcas distintivas
Os Transportes Marítimos do Estado usavam como distintivo uma bandeira de fundo branco, contendo uma âncora na diagonal e as letras "T", "M" e "P" dispostas, respetivamente, junto à tralha inferior, ao batente superior e ao batente inferior, sendo a âncora e as letras pretas.
A cor distintiva da chaminé dos navios dos TME era preta, sobre a qual estava pintada a bandeira da empresa.